# Rosa ljungaster
Rosa ljungaster (Symphyotrichum lateriflorum) är en art i familjen korgblommiga växter. Ett svenskt synonymt namn är slöjaster.